# Asilus therimachus
Asilus therimachus är en tvåvingeart som beskrevs av Walker 1851. Asilus therimachus ingår i släktet Asilus och familjen rovflugor. Inga underarter finns listade i Catalogue of Life.